# Kaibab
Kaibab is een plaats (census-designated place) in de Amerikaanse staat Arizona, en valt bestuurlijk gezien onder Coconino County en Mohave County.

## Demografie
Bij de volkstelling in 2000 werd het aantal inwoners vastgesteld op 275.

## Geografie
Volgens het United States Census Bureau beslaat de plaats een oppervlakte van
490,8 km², geheel bestaande uit land. Kaibab ligt op ongeveer 1522 m boven zeeniveau.

## Plaatsen in de nabije omgeving
De onderstaande figuur toont nabijgelegen plaatsen in een straal van 40 km rond Kaibab.